# Der Flug in die Sonne
Der Flug in die Sonne è un film muto del 1914 scritto e diretto da Stellan Rye. Fu il debutto cinematografico di Tilla Durieux.

## Produzione
Il film fu prodotto dalla Deutsche Bioscop GmbH (Berlin) e venne girato nei Bioscop-Atelier di Neubabelsberg, a Potsdam.

## Distribuzione
Uscì nelle sale cinematografiche tedesche il 4 aprile 1914.
Non si conoscono copie ancora esistenti della pellicola e il film viene considerato presumibilmente perduto.